# ألمنة
ألمنة أو الجرمنة (جعل كل شئ ألمانيا) هي نشر اللغة الألمانية والشعب والثقافة (المقصود بالشعب هنا الالمان وتجري عملية الالمنة بنقل الالمان لمنطقة معينة لجعل غالبيتها منهم بهدف تغيير ميزانها الديمغرافي ودمس هوية المنطقة). لقد كان ذلك بمثابة لبنة أساسية في التفكير الألماني في القرنين التاسع عشر والعشرين، خلال فترة تلاشت فيها النزعة المحافظة والقومية الإثنية. في اللغويات، تحدث الكتابة الألمانية أيضًا عند اعتماد كلمة من اللغة الألمانية إلى لغة أجنبية (لهذا الغرض، فإن اللغة الألمانية لها كلمة خاصة Eindeutschung على عكس الترجمة العامة Germanisierung).
بموجب سياسات دول مثل النظام التوتوني والنمسا والإمبراطورية الألمانية وألمانيا النازية، غالبًا ما كان يُمنع غير الألمان من استخدام لغتهم الأم،  وتم قمع تقاليدهم وثقافتهم. بالإضافة إلى ذلك، تم استخدام المستعمرين والمستوطنين لزعزعة التوازن السكاني. خلال الحقبة النازية ، تحولت الألمانية إلى سياسة تطهير عرقي ثم إلى إبادة جماعية لبعض الجماعات العرقية غير الألمانية.

## نماذج
تاريخيا، هناك أشكال ودرجات مختلفة من توسع اللغة الألمانية وعناصر الثقافة الألمانية. هناك أمثلة على الاستيعاب التام للثقافة الألمانية، كما حدث مع السلاف الوثنيين في أبرشية بامبرج (فرانكونيا) في القرن الحادي عشر. مثال على التبني الانتقائي للثقافة الألمانية هو مجال القانون في إمبراطورية اليابان وفي اليابان المعاصرة، والذي يتم تنظيمه وفقًا لنموذج الإمبراطورية الألمانية. تمت عملية الألمنة بالاتصال الثقافي أو بالقرار السياسي للحزب الذي تم تبنيه أو بالقوة.  

يُفهم مصطلح الألمنة في البلدان السلافية، مصطلح «الألمنة» هو في كثير من الأحيان على أنه يعني عملية التثاقف بالمتحدثين باللغة السلافية واللغة البلطيقية - بعد الفتح من قبل الألمان أو الاتصال الثقافي بهم في أوائل العصور الوسطى؛ وخاصة المناطق الحديثة جنوب النمسا وشرق ألمانيا إلى خط الالب. في شرق بروسيا، تمت إعادة التوطين القسري للبروس «القديم» أو «البلطيق» بأمر توتوني وكذلك تثقيف المهاجرين من مختلف الدول الأوروبية  –  البولنديون والفرنسيون والألمان  –  ساهم في الانقراض النهائي للغة البروسية في القرن السابع عشر. منذ هروب الألمان وطردهم من أوروبا الوسطى والشرقية في نهاية الحرب العالمية الثانية وبعدها، ومع ذلك، فقد تم إيقاف عملية التحول إلى اللغة الألمانية أو عكسها في معظم هذه المناطق.  

شكل آخر من أشكال الألمنة هو فرض الثقافة الألمانية واللغة والشعب بقوة على غير الألمان، ولا سيما السلاف.  

## تاريخ الالمنة

### مبكرا

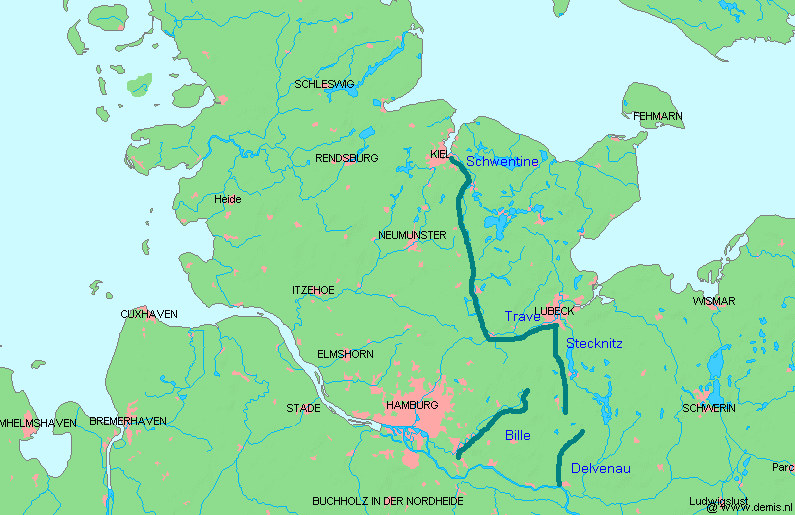
الحدود الغربية بين Obotrites وساكسون

بدأت الألمنة في وقت مبكر مع التوسع الألماني الشرقي خلال العصور الوسطى في هانوفر ندلاند ومكلنبورغ-فوربومرن ولوساتيا، وغيرها من المجالات، التي سكنها سابقا القبائل السلافية - سلاف بولابيون مثل Obotritesو Veleti وصوربيين. تم تسجيل الأشكال المبكرة للغة الألمانية من قبل الرهبان الألمان في المخطوطات مثل Chronicon Slavorum. [بحاجة لمصدر]

تم التحدث باللغة السلوفينية في منطقة أكبر بكثير من سلوفينيا الحديثة، والتي ضمنت معظم ولايات النمسا الحالية كارينثيا وشتريا، وكذلك شرق تيرول، وفال باستيريا في جنوب التيرول، وبعض أجزاء من العليا والسفلى لنمسا. بحلول القرن الخامس عشر كانت معظم هذه المناطق قد تطورت تدريجيا. استقرت الحدود الشمالية للأراضي الناطقة بالسلوفينية على خط من شمال كلاغنفورت إلى جنوب فيلاخ وشرق هيرماجور في كارينثيا، بينما تابعت في ستيريا عن كثب الحدود النمساوية السلوفينية الحالية. ظلت هذه الحدود اللغوية على حالها تقريبًا حتى أواخر القرن التاسع عشر، عندما حدثت عملية جرمنة ثانية، معظمها في كارينثيا. [بحاجة لمصدر]

خلال فترة جمهورية فايمار، تم الاعتراف بالبولنديين كأقلية في سيليزيا العليا. احتوت معاهدات السلام بعد الحرب العالمية الأولى على التزام بولندا بحماية الأقليات القومية (الألمان والأوكرانيين وغيرهم)، في حين لم يتم تقديم أي بند من هذا القبيل من قبل المنتصرين في معاهدة فرساي لألمانيا. في عام 1928، نظم قانون مدارس الأقليات (Minderheitenschulgesetz) قانون تعليم أطفال الأقليات بلغتهم الأم. من عام 1930 فصاعدا وافقت بولندا وألمانيا على معاملة الأقليات بإنصاف.

## تحت الرايخ الثالث

### الألمنة في الشرق

#### الخطط
نظر النازيون في الأرضالواقعة إلى الشرق  –  بولندا وأوكرانيا وروسيا البيضاء وروسيا  –  لتكون ليبنسراوم (مساحة المعيشة) وسعى لنشرها مع الألمان. أعلن هتلر، متحدثًا مع الجنرالات، أنه لا يمكن ألمنة الناس، بل يمكن أن تكون التربة فقط.
حملت سياسة الألمنة في الفترة النازية معنى عرقيًا واضحًا وليس قومياً خالصًا، هدف إلى نشر العرق الآري ليكون «متفوقًا بيولوجيًا» بدلاً من عرق الأمة الألمانية. هذا لا يعني إبادة تامة لجميع الناس في أوروبا الشرقية، حيث كان يُنظر إلى وجود أشخاص من أصل آري/من الشمال خاصة بين قادتهم. أعلن هيملر أن أي قطرة من الدم الألماني لن تضيع أو تترك وراءها لسباق غريب. في الوثائق النازية، يمكن أن يكون مصطلح «ألماني» مشكلة، حيث يمكن استخدامه للإشارة إلى أشخاص مصنفين على أنهم «ألمان إثنيون» لا يتحدثون الألمانية.
داخل ألمانيا، صورت الدعاية، مثل فيلم Heimkehr، هؤلاء الألمان العرقيين على أنهم مضطهدون، واستخدام القوة العسكرية كضرورة لحمايتهم. كان استغلال الألمان العرقيين كسخرة واضطهادهم من الموضوعات الرئيسية لحملة الدعاية المناهضة لبولندا لعام 1939، قبل الغزو. تم استغلال حادث الأحد الدامي أثناء الغزو على نطاق واسع باعتباره يصور البولنديين على أنهم قتلة الألمان.
في مذكرة سرية للغاية، «معاملة الأجانب بعنصرية في الشرق»، بتاريخ 25 مايو 1940، كتب هيملر «نحتاج إلى تقسيم المجموعات العرقية المختلفة في بولندا إلى أكبر عدد ممكن من الأجزاء والجماعات المنشقة». كان هناك عمليتان ألمانيتان في بولندا المحتلة تحققتا بهذه الطريقة:
- تجميع Gorals البولندية ("Highlanders") في Goralenvolk الافتراضية، وهو مشروع تم التخلي عنه في نهاية المطاف بسبب نقص الدعم بين سكان Goral؛
- أعتبر العديد من النازيين رفيعي المستوى أنهم ينحدرون من الشعوب القوطية القديمة.[11]

#### الاختيار والطرد
بدأت الألمنة بتصنيف الناس كما حددته النازية. اعتبر الألمان أن الاحتفاظ بأدوار قيادية نشطة هو سمة آرية، في حين أن الميل إلى تجنب القيادة والقدرية المتصورة كان مرتبطًا بالعديد من الألمان مع الشعوب السلافية. تم إعدام البالغين الذين تم اختيارهم لكنهم قاوموا ألمنتهم. تم تنفيذ هذا الإعدام على أساس أن الدم الألماني يجب ألا يدعم الأشخاص غير الجرمانيين،  وأن قتلهم سيحرم الدول الأجنبية من القادة المتفوقين. إن تجنيس العناصر «ذات القيمة العرقية» سيمنع أي زيادة في الاستخبارات البولندية، لأن القيادة الديناميكية يجب أن تأتي من الدم الألماني. في عام 1940، أوضح هتلر أن المثقفين التشيكيين وأنواع «المنغولويد» من السكان التشيكيين لم يتم تحويلهم إلى اللغة الألمانية.
تحت جنرالبلان أوست، كانت نسبة من السلاف في المناطق التي تم فتحها لتكون مألمنة. أبلغ غوليترز ألبرت فورستر وآرثر غريزر لهتلر أن 10 في المائة من السكان البولنديين احتوو على «دم جرماني»، وبالتالي كانوا مناسبين للجرمنة. أفاد الرايخسكوميسار في شمال ووسط روسيا بأرقام مماثلة. كان يجب طرد أولئك الذين لا يصلون إلى اللغة الألمانية من المناطق المخصصة للاستيطان الألماني. عند النظر في مصير كل دولة على حدة، قرر مهندسو الخطة أنه سيكون من الممكن توطين حوالي 50 بالمائة من التشيك و35 بالمائة من الأوكرانيين و25 بالمائة من البيلاروسيين. سيتم ترحيل الباقي إلى غرب سيبيريا ومناطق أخرى. في عام 1941 تقرر أنه ينبغي تدمير الأمة البولندية بالكامل. قررت القيادة الألمانية أنه خلال 10 إلى 20 عامًا، كان يجب تطهير الدولة البولندية الواقعة تحت الاحتلال الألماني بالكامل من أي بولنديين عرقيين وإعادة توطينهم بواسطة المستعمرين الألمان.

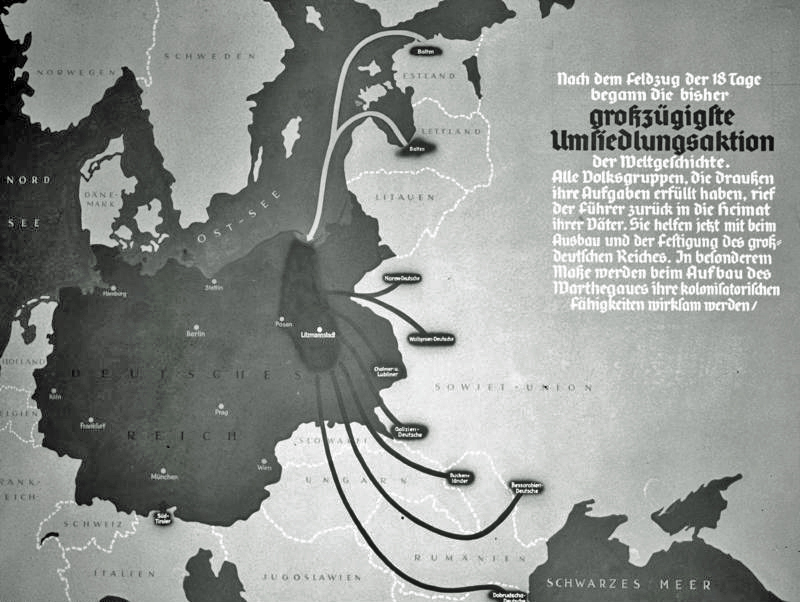
أصل المستعمرين الألمان في الأراضي البولندية المرفقة. تم تعيينه في عمل " Heim ins Reich "

في دول البلطيق، شجع النازيون في البداية رحيل الألمان العرقيين عن طريق استخدام الدعاية. وشمل ذلك استخدام تكتيكات الخوف حول الاتحاد السوفيتي، وأدى إلى مغادرة عشرات الآلاف. لم يُشار إلى أولئك الذين غادروا على أنهم «لاجئون»، بل وُصفوا «بالرد على نداء الفوهرر». الأفلام الدعائية الألمانية مثل The Red Terror  و Frisians in Peril  تصور الألمان البلطيقيين مضطهدين بشدة في أراضيهم الأصلية. تم تقسيمهم إلى معسكرات للتقييم العنصري وتم تقسيمهم إلى مجموعات: A Altreich، الذين سيستوطنون في ألمانيا ولم يسمح لهم بامتلاك مزارع أو شركات (للسماح بمراقبة وثيقة)؛ S Sonderfall، الذين استخدموا في السخرة؛ وO Ost-Falle، أفضل تصنيف، يجب ان يسكنو في المناطق المحتلة. غالبًا ما كانت هذه المجموعة الأخيرة تُمنح منازل بولندية حيث تم إجلاء العائلات بسرعة كبيرة. تم تكليف أعضاء من شباب هتلر ورابطة الفتيات الألمانيات بمهمة الإشراف على عمليات الإخلاء هذه وضمان ترك البولنديين معظم ممتلكاتهم لاستخدامها من المستوطنين.

#### التسوية والألمنة

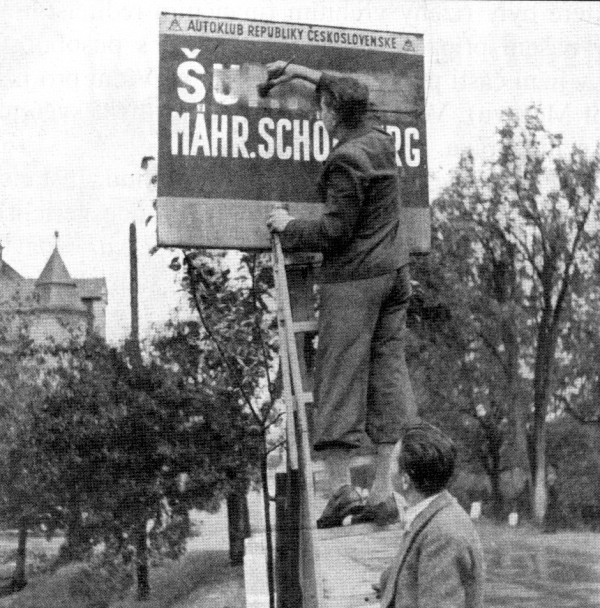
الأسماء التشيكية التي تمحى من قبل الألمان

شمل هذا الاستعمار 350.000 من الألمان البلطيقيين و1.7 مليون بولندي، بما في ذلك ما بين مائة ومائة ألف طفل تم نقلهم من آبائهم، وحوالي 400000 مستوطن ألماني من «الرايخ القديم». خافت السلطات النازية من أن يلوث هؤلاء المستوطنون جيرانهم البولنديين وحذرتهم من ترك محيطهم «الأجنبي». كما استقروا في مجتمعات مدمجة، يمكن للشرطة مراقبتها بسهولة. تم الاحتفاظ فقط بالأسر المصنفة على أنها «ذات قيمة عالية» معا.
بالنسبة للبولنديين الذين لم يقاوموا والألمان العرقيين الذين أعيد توطينهم، بدأت عملية الألمنة. تم إرسال أعضاء الحزب المتشددين لتعليمهم أن يكونوا «ألمان حقيقيين». قام شباب هتلر ورابطة الفتيات الألمان بإرسال شباب إلى «الخدمة الشرقية»، مما استلزم المساعدة في جهود الالمنة. شملت الألمنة تعليم اللغة الألمانية، حيث أن العديد منهم كانوا يتحدثون البولندية أو الروسية فقط. عمل غوبلز وغيره على إنشاء مراكز ثقافية وغيرها من الوسائل لخلق فولكستوم أو وعي عنصري في المستوطنين. كان هذا ضروريًا لإدامة عملهم؛ فقط بالألمنة الفعالة يمكن للأمهات، على وجه الخصوص، بناء المنزل الألماني.

#### الاتحاد السوفييتي
في وقت لاحق تم استهداف أوكرانيا للقيام بعملية جرمنة. استولت ثلاثون فرقة خاصة من قوات الأمن الخاصة على القرى التي ساد فيها الألمان العرقيون وطردوا أو أطلقوا النار على اليهود أو السلاف الذين يعيشون فيها. تم تأسيس مستعمرة هيجوالد في أوكرانيا. تم ترحيل الأوكرانيين قسراً، وتم ترحيل الألمان العرقيين قسراً إلى هناك. تم تنفيذ التعيين العرقي بطريقة مشوشة: كان حكم الرايخ ثلاثة أجداد ألمان، لكن البعض أكد أن أي شخص يتصرف مثل ألماني ولم يثبت أي «مخاوف عنصرية» يجب أن يكون مؤهلاً.
خطط للقضاء على السلاف في الأراضي السوفيتية للسماح للمستوطنات الألمانية ومنها المجاعة. توقع القادة النازيون أن يموت الملايين بعد أن قطعو الإمدادات الغذائية. واعتبر المسؤولون النازيون ذلك مفيدًا. عندما تلقى هتلر تقريرًا عن العديد من الأطفال الأوكرانيين الذين يتغذون جيدًا، أعلن أن هناك حاجة ماسة إلى تعزيز وسائل منع الحمل والإجهاض وأنه لن يتم توفير الرعاية الطبية أو التعليم.

### العمال الشرقيين
عندما تم تجنيد شابات من الشرق للعمل كمربيات في ألمانيا، كان يتعين عليهن أن يكونوا ملائمين للغة الألمانية، سواء لأنهم سيعملون مع الأطفال الألمان، ولأنهم قد يتعرضون للاستغلال الجنسي. تم الإشادة بالبرنامج لأنه لم يسمح فقط لمزيد من النساء بإنجاب أطفال لأن خدم المنازل الجدد كانوا قادرين على مساعدتهم، ولكن لاستعادة الدم الألماني وإتاحة الفرص للنساء، الذين سيعملون في ألمانيا، وقد يتزوجون هناك.

## بعد الحرب العالمية الثانية
في ألمانيا والنمسا بعد عام 1945، لم يعد مفهوم الكتابة بالألمانية ذا صلة. قبل فقدان الأراضي الشرقية السابقة لألمانيا و Polonisation من هذه المناطق، وطرد الألمان من تشيكوسلوفاكيا معظم المناطق التي كانت موضوع القرون الوسطى التوسع الألماني الشرقي توقفت كونها جزءا من يتحدث الألمانية وأوروبا. لا تزال الأقليات الناطقة بالألمانية موجودة في أوروبا الشرقية، كما هو الحال في أوبول فويفود أو في رومانيا وتدعمها الحكومة الألمانية الاتحادية.
في ألمانيا اليوم، يتم تصنيف الدنماركيين والفريزيين والصوربيون على أنهم أقليات عرقية تقليدية ويضمن تمتعهم بالحكم الذاتي الثقافي من قبل كل من الحكومة الفيدرالية وحكومات الولايات. هناك معاهدة بين الدنمارك وألمانيا منذ عام 1955 تنظم وضع الأقلية الألمانية في الدنمارك والعكس بالعكس. أصدرت ولاية شليسفيغ هولشتاين في شمال ألمانيا قانونًا يهدف إلى الحفاظ على اللغة الفريزية. إن الاستقلال الثقافي للصرب مكرس في دساتير كل من ساكسونيا وبراندنبورغ. ومع ذلك، فإن جميع الصوريين تقريبًا ثنائي اللغة وتعتبر اللغة الصربية السفلى مهددة بالانقراض، حيث أن عدد الناطقين بها يتضاءل، على الرغم من أن هناك برامج تمولها الدولة للحفاظ على اللغة. [بحاجة لمصدر]

في ولاية بورغنلاند الفيدرالية النمساوية، يتمتع المجريون والكرواتيون بحماية إقليمية بموجب القانون. في ولاية كارينثيا، يتمتع النمساويون الناطقون باللغة السلوفينية بحماية القانون. [بحاجة لمصدر]